# Polydesmus haydenianus
Polydesmus haydenianus är en mångfotingart som beskrevs av Charles Thorold Wood 1864. Polydesmus haydenianus ingår i släktet Polydesmus och familjen plattdubbelfotingar. Inga underarter finns listade i Catalogue of Life.